# Rhinanthus minor

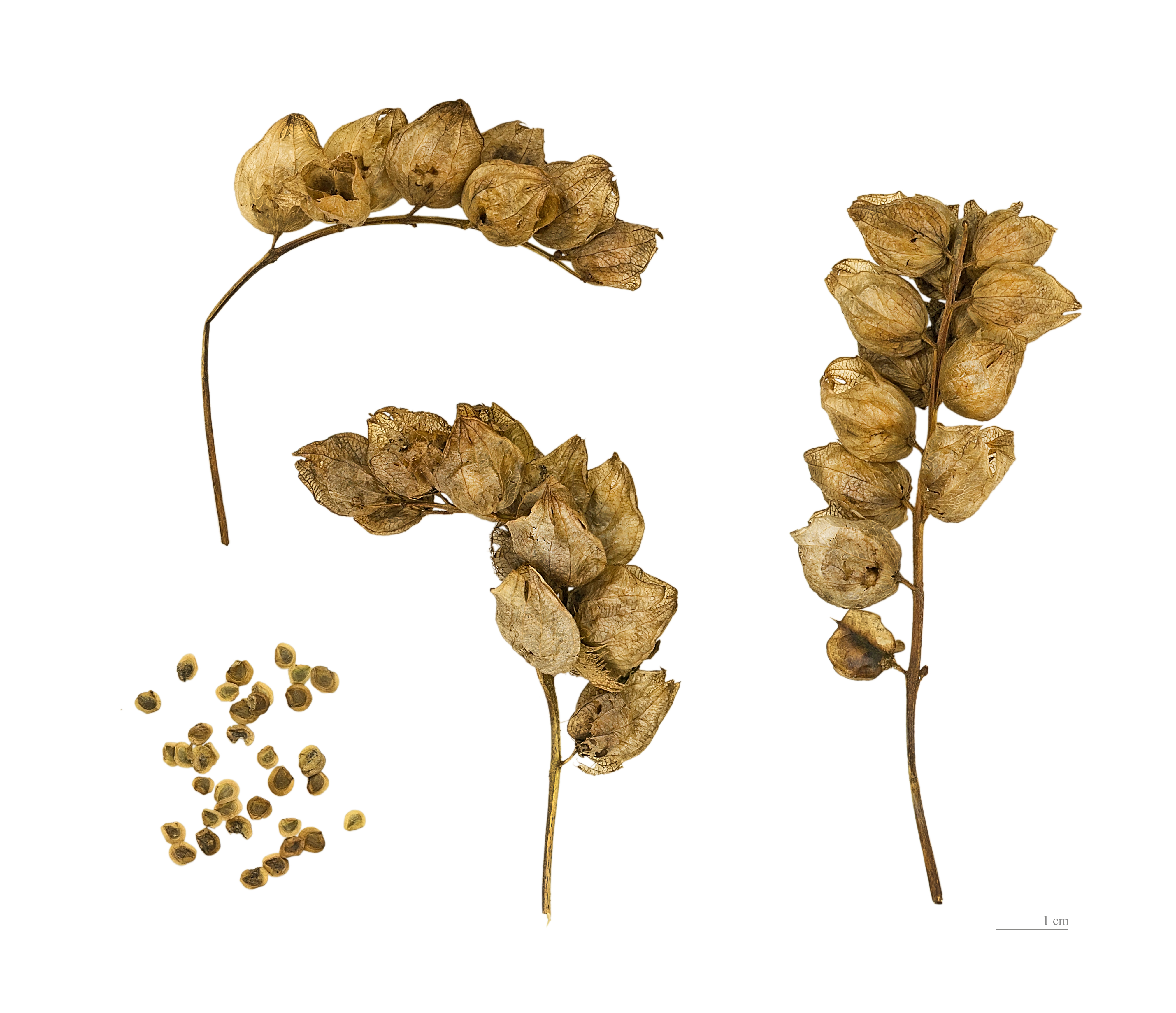
Rhinanthus minor - MHNT

Rhinanthus minor é uma erva de ciclo anual e hemiparasita, pertencente à família Orobanchaceae, nativa da Europa e do sudoeste asiático.